# Ovidiopol
Ovidiopol (en ukrainien : Овідіополь, Ovidiopol ; en turc : Hacıdere) est une commune urbaine de l'oblast d'Odessa, en Ukraine. Sa population s'élevait à 11 572 habitants en 2021].

## Géographie
Ovidiopol est située sur la rive orientale du liman du Dniestr.

## Histoire
La ville est nommée d'après Ovide, le poète romain exilé à Tomis, près de l'embouchure du Danube, par ordre d'Auguste. Le prince roumain Dimitrie Cantemir, dans sa Descriptio Moldaviae (1714-1716), affirme qu'un lac de l'embouchure du Dniestr était appelé en roumain Lacul Ovidului (lac d'Ovide).
Jusqu'à sa conquête par les Russes au XVIIIe siècle, la région de Yedisan était habitée par les Tatars de la Petite Horde, divisés en cinq tribus dont celle de Hadjidere. L'impératrice Catherine II, férue de culture classique, attribue des noms à consonance grecque à plusieurs villes qu'elle fait créer ou reconstruire dans les provinces de la mer Noire prises aux Ottomans et aux Tatars de Crimée. L'ancien fort turc de Hadjidere (en russe : Гаджидеры), détruit en 1769, est rebâti en 1793 sous le nom d'Ovidiopol, inventé pour la circonstance.
En 1916, la ville est traversée par le chemin de fer Odessa – Basarabeasca (de).
La région est peuplée en grande partie de colons allemands et bulgares implantés par l'Empire russe. En juin 1920, ces colons, conduits par des déserteurs de l'Armée rouge, se soulèvent contre le régime bolchevik et s'emparent d'Ovidiopol. Ce soulèvement est réprimé par des unités de la Tchéka venues d'Odessa.
En 1939, la ville compte 429 Juifs, soit 1,3% de la population. Pendant la Seconde Guerre mondiale, elle est occupée le 26 octobre 1941 par les armées allemande et roumaine. Elle est administrée par un préfet et un commandant de gendarmerie roumains. Environ 150 Juifs sont massacrés lors de la prise de la ville, principalement par les troupes roumaines. Le reste de la communauté juive est déporté en Transnistrie, dans les districts d'Odessa et Golta : cette opération est achevée en avril 1942. En 1942 et 1943, le district d'Ovidiopol reçoit plusieurs camps de déportés juifs de Bucarest et de Moguilev (Biélorussie).
En 1970, Ovidiopol devient une commune urbaine.

Images d'Ovidiopol
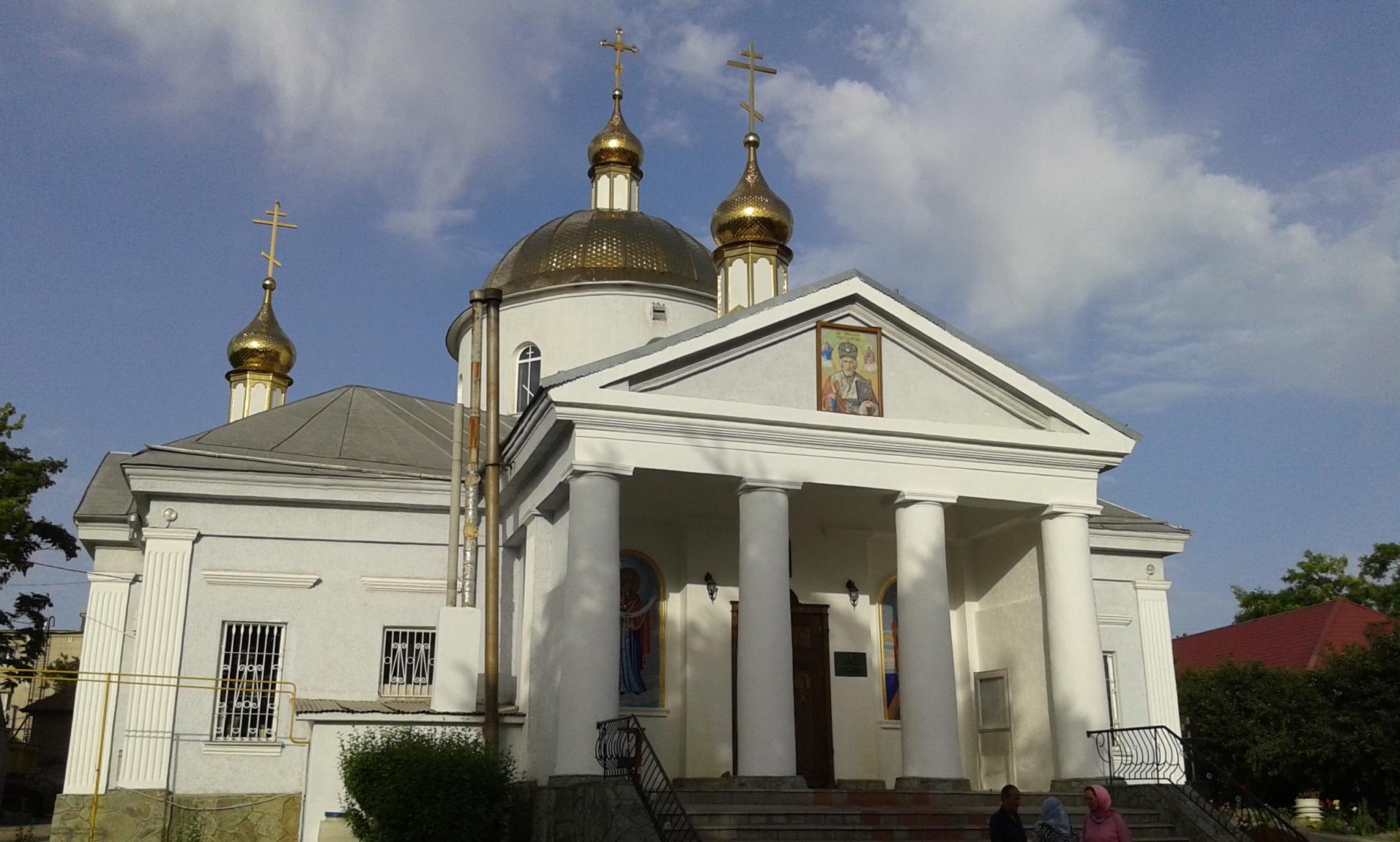
Église orthodoxe Saint-Nicolas d'Ovidiopol, 2016
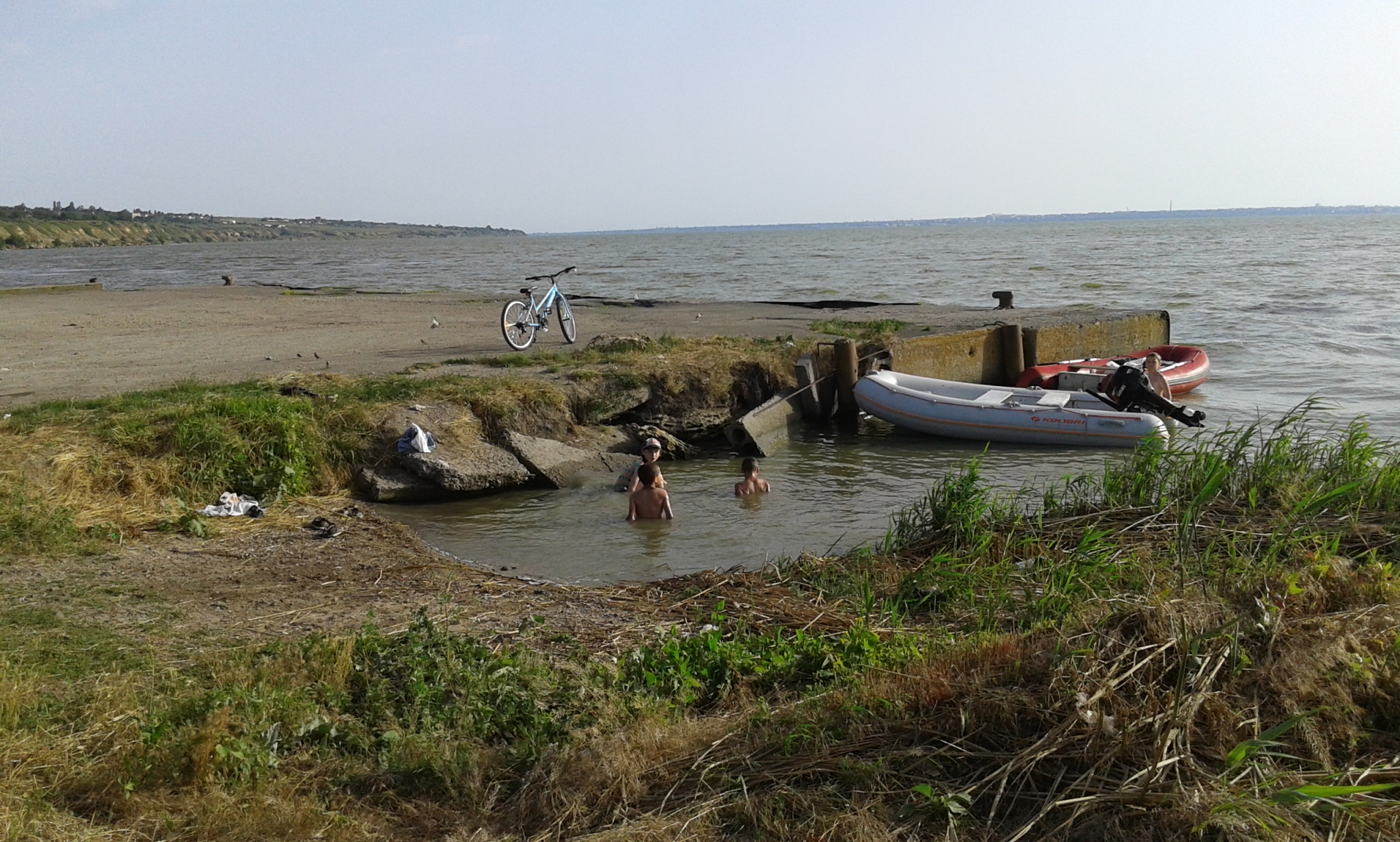
Plage près d'Ovidiopol, 2014
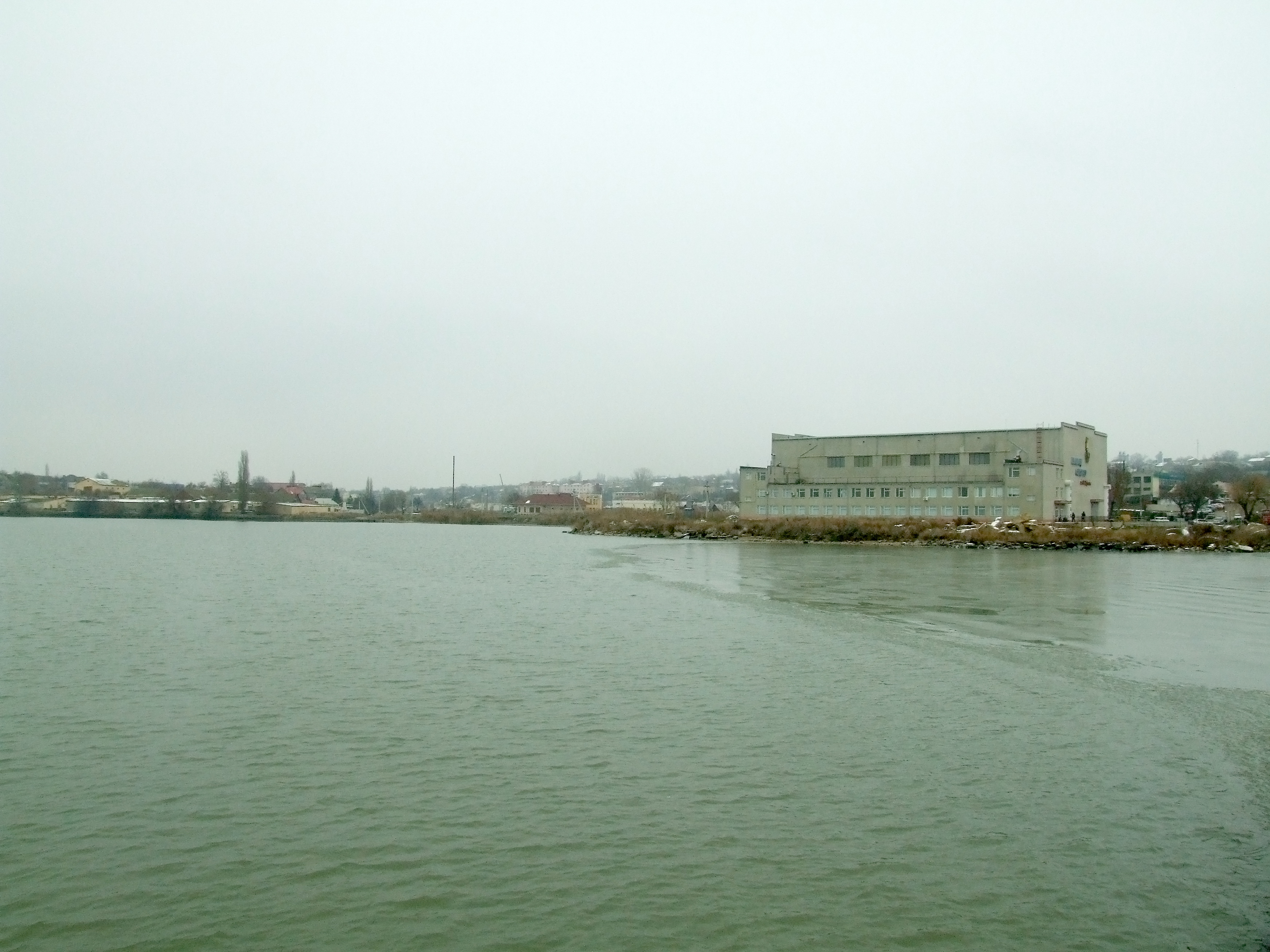
Port d'Ovidiopol, 2007